# Галант Ілля Володимирович
Ілля (Еліягу) Володимирович Галант (25 лютого 1867, Ніжин — 29 або 30 вересня 1941, Київ) — історик, археограф, педагог і письменник.
Здобув традиційну єврейську релігійну освіту. На початках 1890-х років переїхав до Києва. Викладав єврейське віровчення в комерційному училищі, член київського товариства рабинів.
Працював над описом матеріалів з єврейської історії в Київському центральному архіві при Київському університеті.
Друкувався в журналах «Киевская старина», «Восход», «Будущность».
1919 року виступив ініціатором утворення Гебраїстичної історико-археографічної комісії при ВУАН, в 1924-29 — її керівник. Автор праць з історії євреїв України. 1929 звільнений з ВУАН у зв'язку з ліквідацією комісії.
Розстріляний 29 або 30.09.1941 р. в Бабиному Яру в Києві.

## Праці
- «К истории Уманьской резни» 1895 (2-е изд. 1908);
- «Молитва в память Уманской резни и письмо, касающееся того же события». К., 1895;
- «К истории поселения евреев в Польше и Руси вообще и в Подолии в частности». СПб., 1897;
- «К истории благотворительных еврейских учреждений на юге России». СПб., 1903;
- «Ритуальный процесс в Дунайгороде в 1748 г.» К., 1904 (2-е изд. 1911);
- «Киевский митрополит Петр Могила и его отношение к евреям». К., 1905;
- «К истории Уманской резни 1768». К.-Од., 1908;
- «Арендовали ли евреи церкви на Украйне» К., 1909 (2-е изд. 1914);
- «Жертвы ритуального обвинения в Заславе в 1743 г.» (по актам Киевского центрального архива). К., 1909 (2-е изд. 1912);
- «Черты еврейской оседлости». К., 1910 (2-е изд. М., 1915);
- «К истории Киевского гетто и цензуры еврейских книг (1854–1855)». — «Еврейская старина», 1913, № 6;
- «Изгнание евреев из Киева по официальной переписке (1828–1831)». — «Еврейская старина», 1914, № 7;
- «Два ритуальных процесса» (по актам Киевского центрального архива). К., 1921 (2-е изд. 1924);
- «Житомирский погром 1905 г.»
- «Україна», 1925, кн. 4. и другие.
- «Из прошлого: Дрентельн и погромы 1881. И. Б. Левинзон и евреи-земледельцы. Охранка и Шолом-Алейхем». — Еврейский вестник. Л., 1928.